# Тийак
Тийа́к (фр. Tillac) — коммуна во Франции, находится в регионе Юг — Пиренеи. Департамент — Жер. Входит в состав кантона Марсьяк. Округ коммуны — Миранд.
Код INSEE коммуны — 32446.

## География

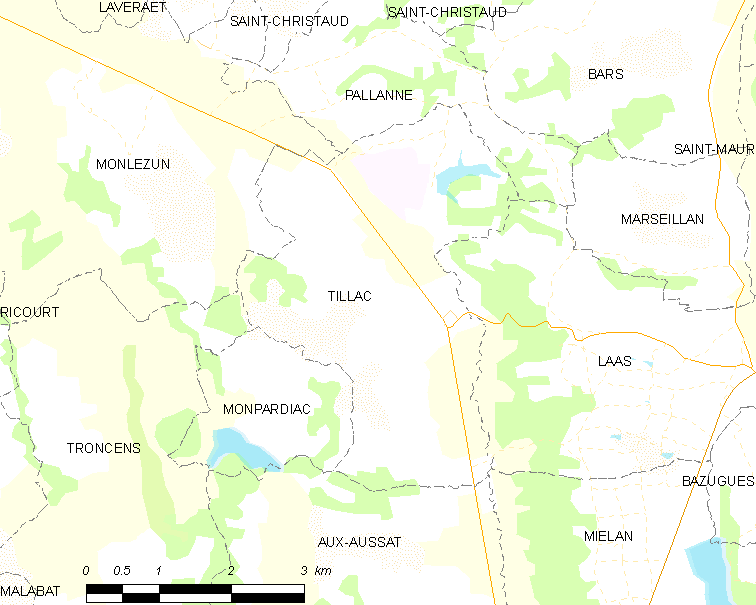
Карта коммуны

Коммуна расположена приблизительно в 620 км к югу от Парижа, в 100 км западнее Тулузы, в 32 км к юго-западу от Оша.
По территории коммуны протекает река Буэс.

## Климат
Климат умеренно-океанический. Лето жаркое и немного дождливое, температура часто превышает 35 °С. Зимой часто бывает отрицательная температура и ночные заморозки. Годовое количество осадков — 700—900 мм.

## Население
Население коммуны на 2010 год составляло 254 человека.
| 1962 | 1968 | 1975 | 1982 | 1990 | 1999 | 2010 |
| ---- | ---- | ---- | ---- | ---- | ---- | ---- |
| 327  | 346  | 315  | 320  | 302  | 295  | 254  |

## Администрация
| Период | Период | Фамилия        | Партия | Примечания |
| ------ | ------ | -------------- | ------ | ---------- |
| 2001   | 2008   | Пьер-Макс Тене |        |            |
| 2008   | 2020   | Ален Одирак    |        |            |

## Экономика
В 2010 году среди 131 человека трудоспособного возраста (15-64 лет) 91 были экономически активными, 40 — неактивными (показатель активности — 69,5 %, в 1999 году было 69,0 %). Из 91 активных жителей работали 84 человека (45 мужчин и 39 женщин), безработных было 7 (3 мужчин и 4 женщины). Среди 40 неактивных 6 человек были учениками или студентами, 27 — пенсионерами, 7 были неактивными по другим причинам.

## Достопримечательности
- Церковь Св. Иакова в готическом стиле (XV век)
- Замок Паллан
- Башня Орлож (XIV век). Исторический памятник с 1925 года[4]
- Башня Миранд
- Башня Рабастенс

## Фотогалерея

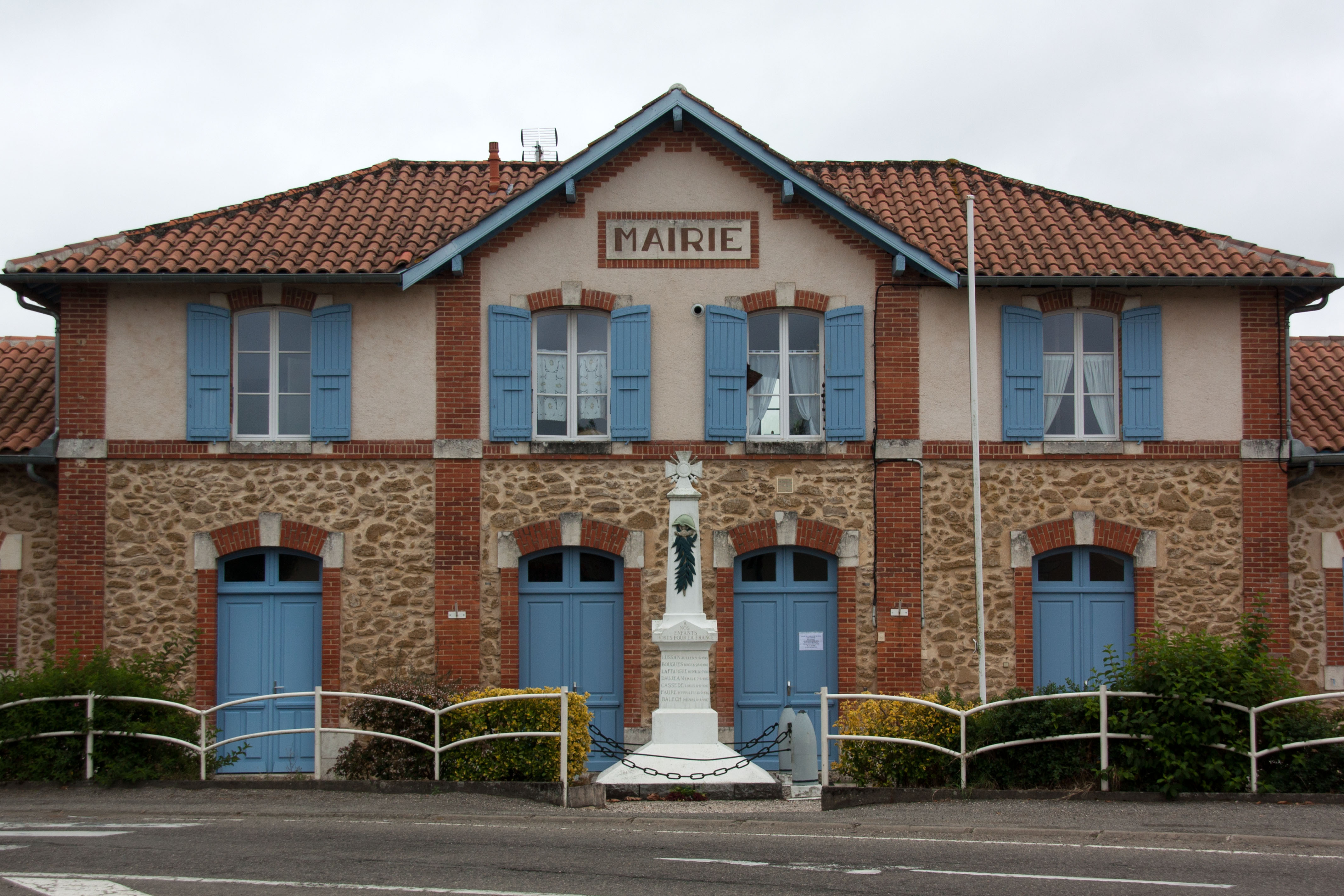
Мэрия и военный мемориал
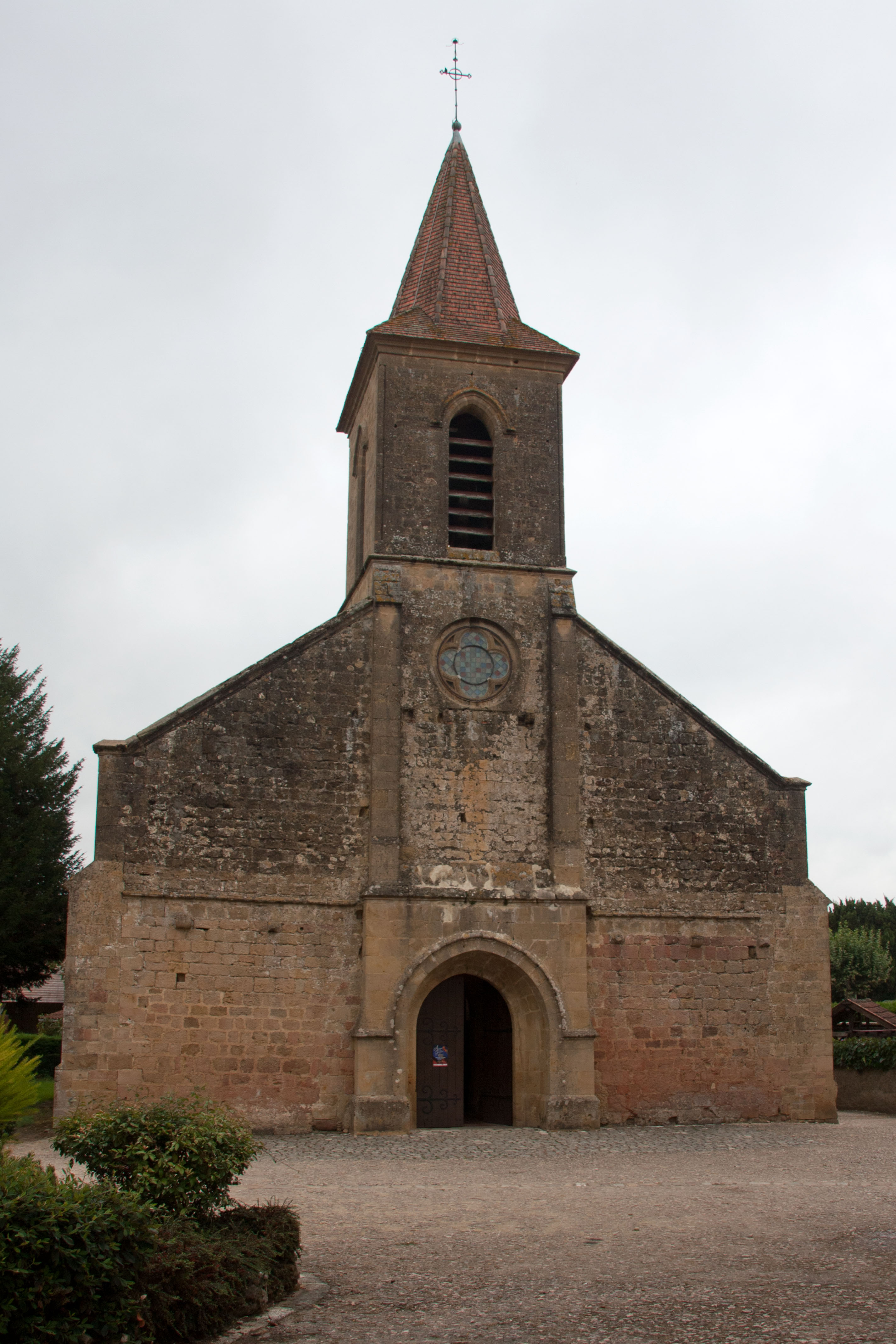
Церковь Св. Иакова
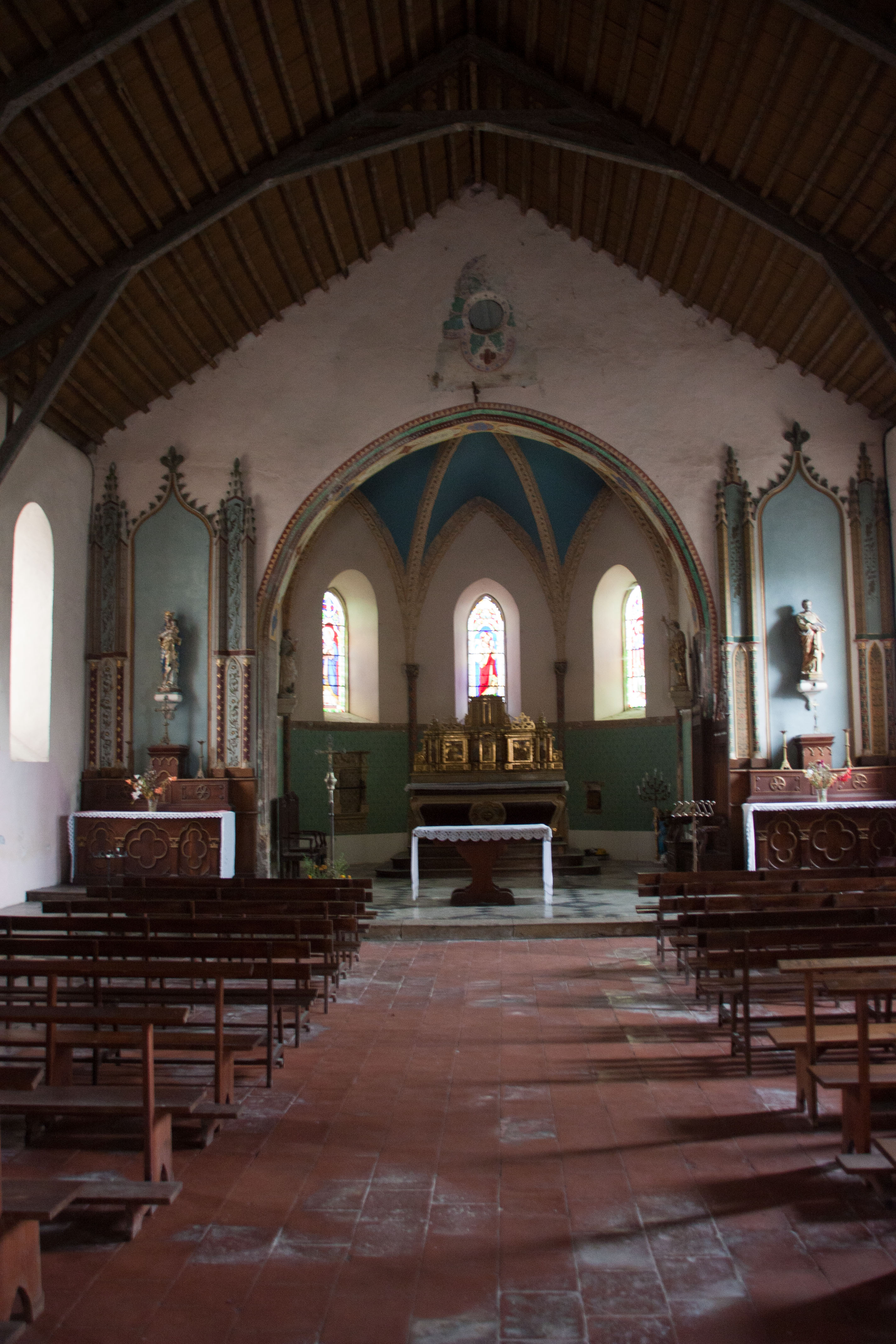
Интерьер церкви Св. Иакова
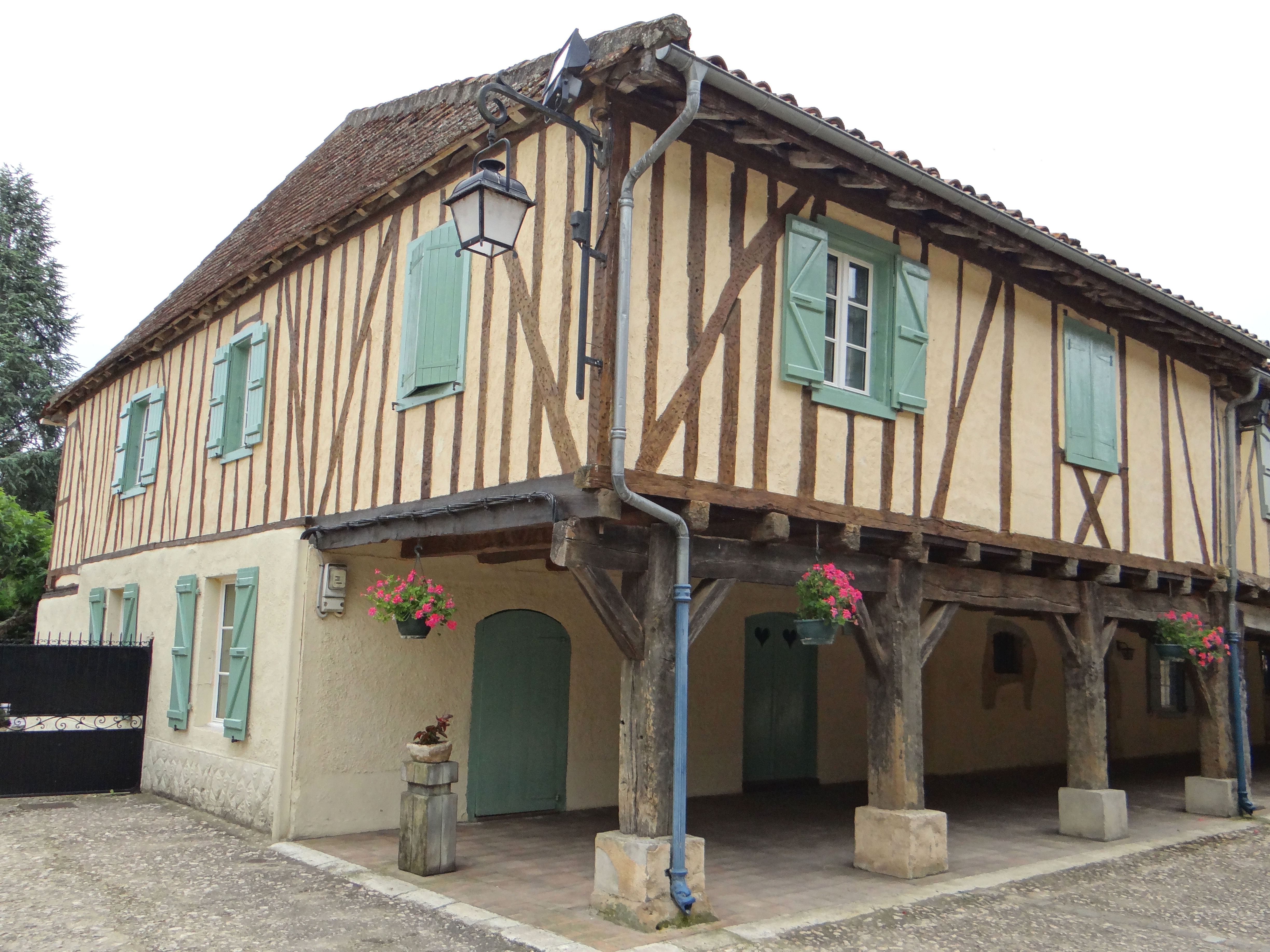
Фахверковый дом
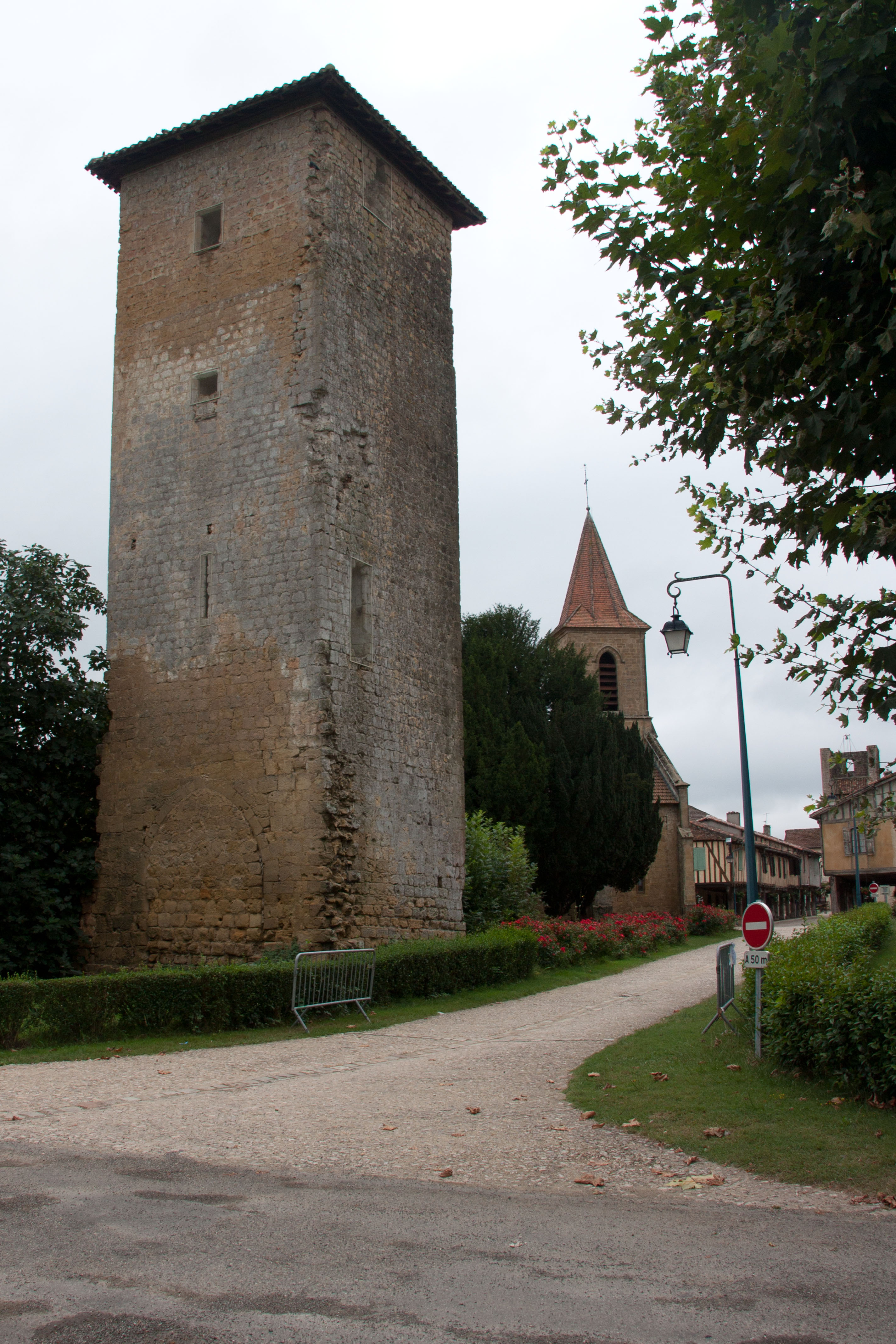
Башня
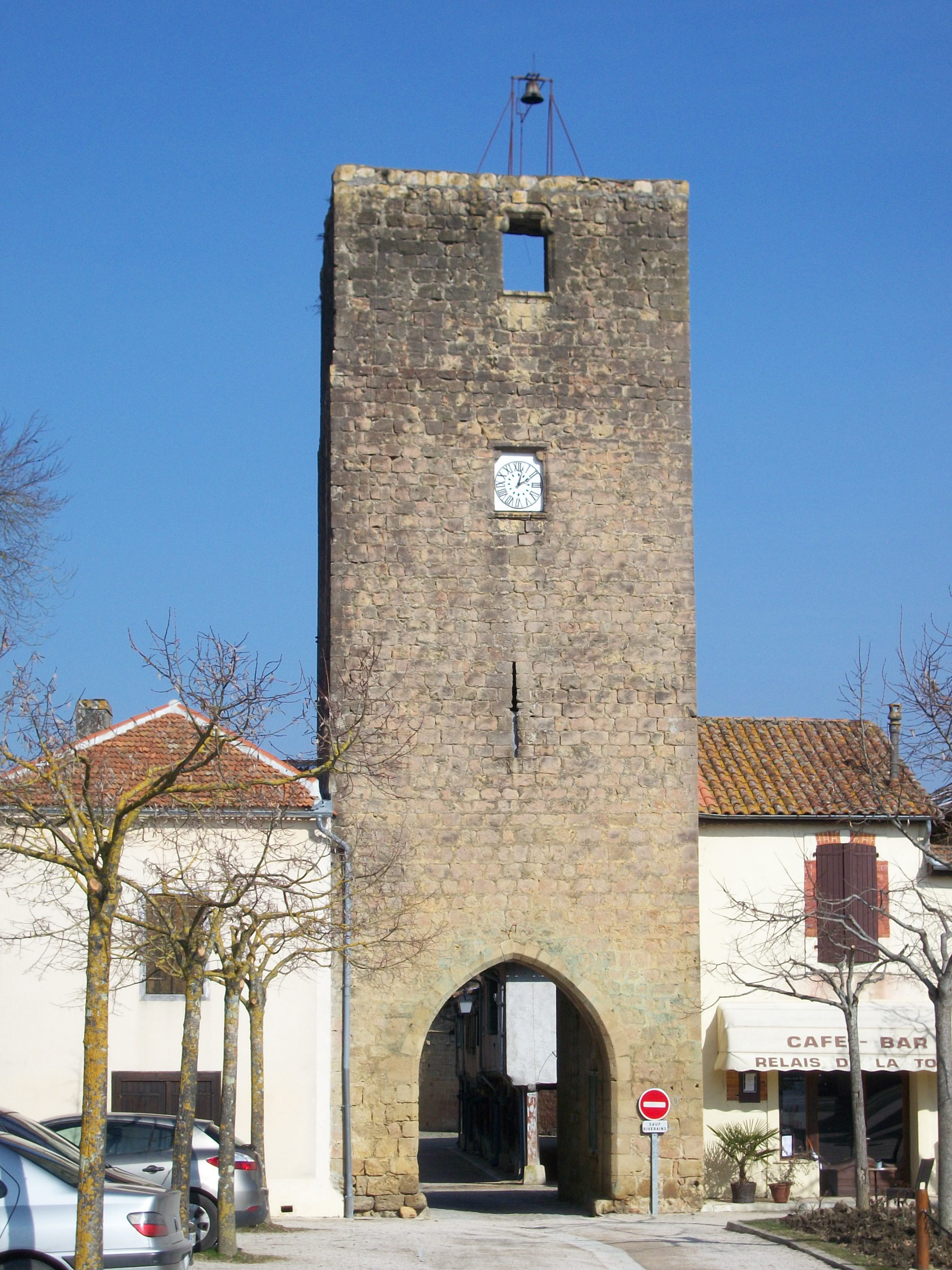
Башня Орлож